# Ellingham, Harbridge and Ibsley
Ellingham, Harbridge and Ibsley är en civil parish i Storbritannien.   Den ligger i grevskapet Hampshire och riksdelen England, i den södra delen av landet, 130 km sydväst om huvudstaden London. Orten har 1 171 invånare (2011).